# Station Dortmund Möllerbrücke
Station Dortmund Möllerbrücke (Duits: Bahnhof Dortmund Möllerbrücke) is een S-Bahnstation in het stadsdeel Kreuzviertel van de Duitse stad Dortmund. Het station ligt aan de spoorlijn Dortmund-Dorstfeld - Dortmund Süd.
Onder de naam Möllerbrücke is het ook een metrostation van de Stadtbahn van Dortmund.

## Treinverbindingen
| Serie | Treinsoort            | Route | Bijzonderheden |
| ----- | --------------------- | --- | -------------- |
| S 4   | S-Bahn (DB Regio NRW) | Dortmund-Lütgendortmund – Dortmund-Dorstfeld – Dortmund Möllerbrücke – Dortmund Stadthaus – Dortmund-Brackel – Dortmund-Wickede – Massen – Unna |                |

## Stadtbahn-lijnen

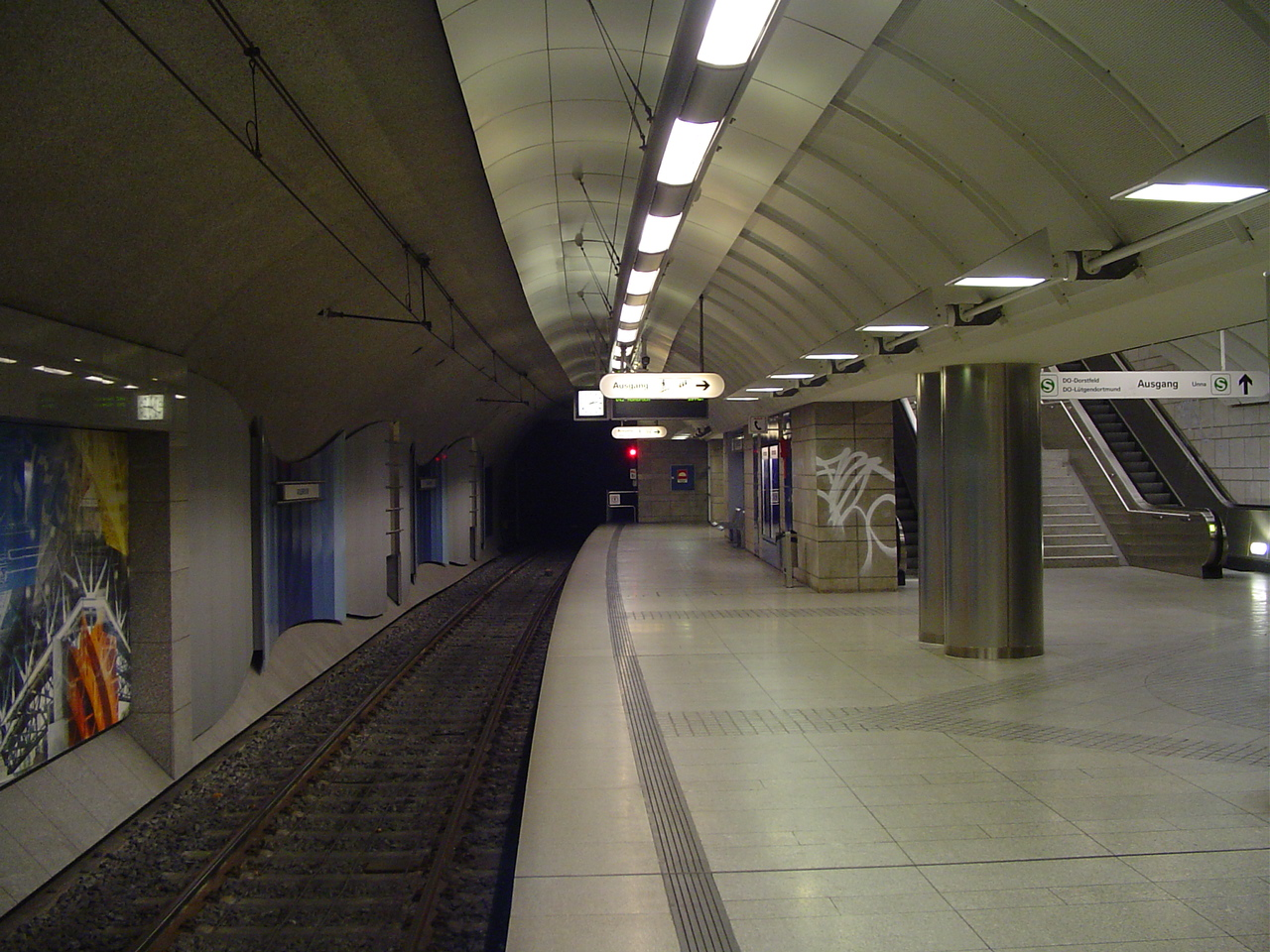
Metrostation Möllerbrücke van de Stadtbahn van Dortmund

| Lijn | Route | Stations (ondergrondse stations) |
| ---- | --- | -------------------------------- |
| U42  | DO-Hombruch Grotenbachstraße – Barop Parkhaus – Theodor-Fliedner-Heim – Möllerbrücke – Städtische Kliniken – Stadtgarten – Schulte Rödding – Kirchderne – Scharnhorst Zentrum – Grevel | 28 (7)                           |